# Iso Viitasaari (öar)
Iso Viitasaari är öar i Finland. De ligger i sjön Koitere och i kommunen Ilomants i den ekonomiska regionen  Joensuu ekonomiska region  och landskapet Norra Karelen, i den östra delen av landet, 400 km nordost om huvudstaden Helsingfors. Arean för den av öarna koordinaterna pekar på är 1,65 kvadratkilometer och dess största längd är 2,1 kilometer i sydöst-nordvästlig riktning.